# Protocytheretta louisianensis
Protocytheretta louisianensis is een mosselkreeftjessoort uit de familie van de Cytherettidae. De wetenschappelijke naam van de soort is voor het eerst geldig gepubliceerd in 1976 door Kontrovitz.